# Torre de Santa María
Torre de Santa María là một đô thị trong tỉnh Cáceres, cộng đồng tự trị Extremadura Tây Ban Nha. Đô thị này có diện tích là ki-lô-mét vuông, dân số năm 2009 là 632 người với mật độ 33,14 người/km². Đô thị này có cự ly km so với tỉnh lỵ Cáceres.

## Biến động nhân khẩu
| 2001 | 2002 | 2003 | 2004 | 2005 | 2006 |
| ---- | ---- | ---- | ---- | ---- | ---- |
| 727  | 711  | 670  | 669  | 673  | 668  |